# Stuła

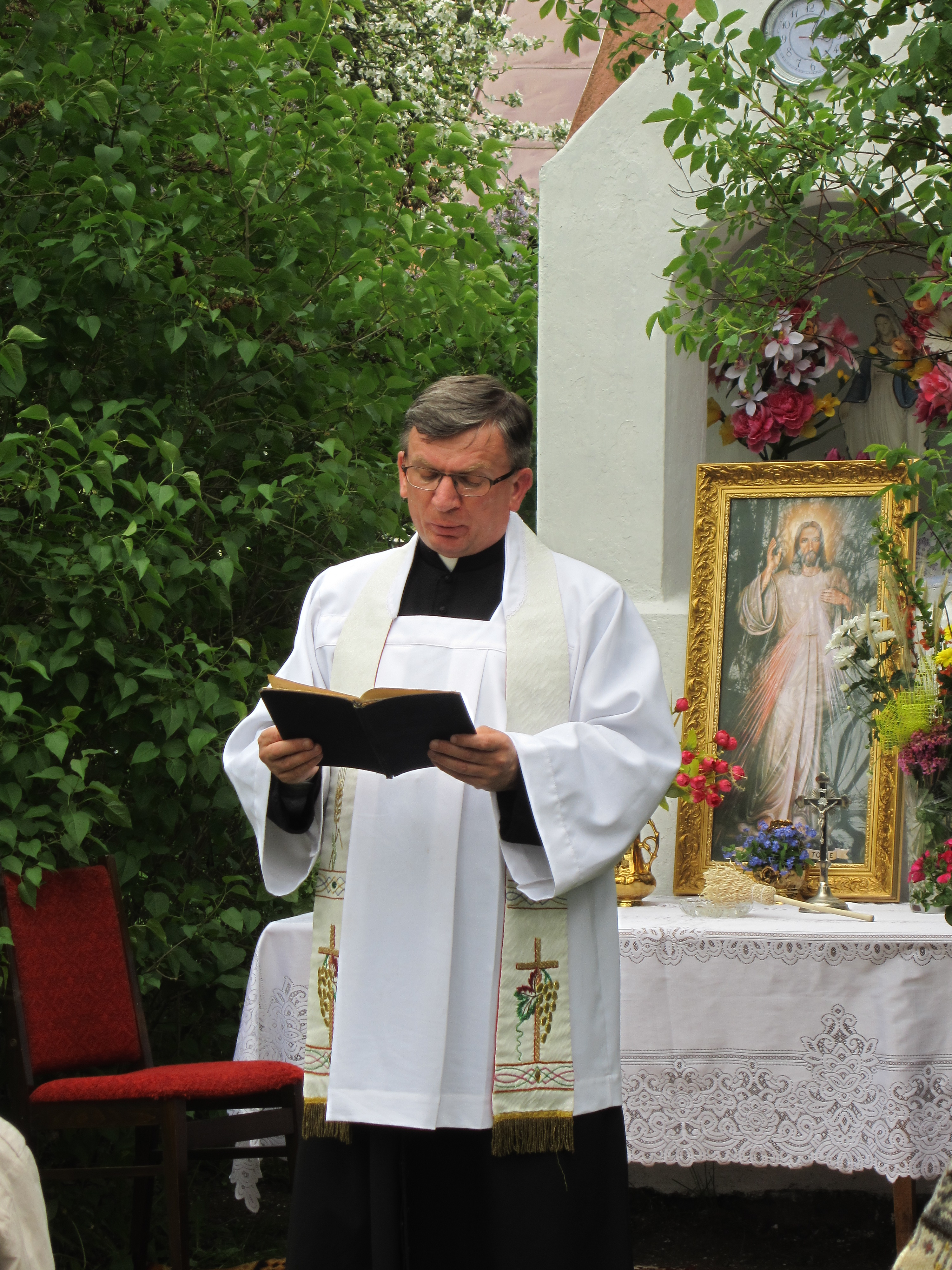
Kapłan katolicki w stule podczas procesji Bożego Ciała

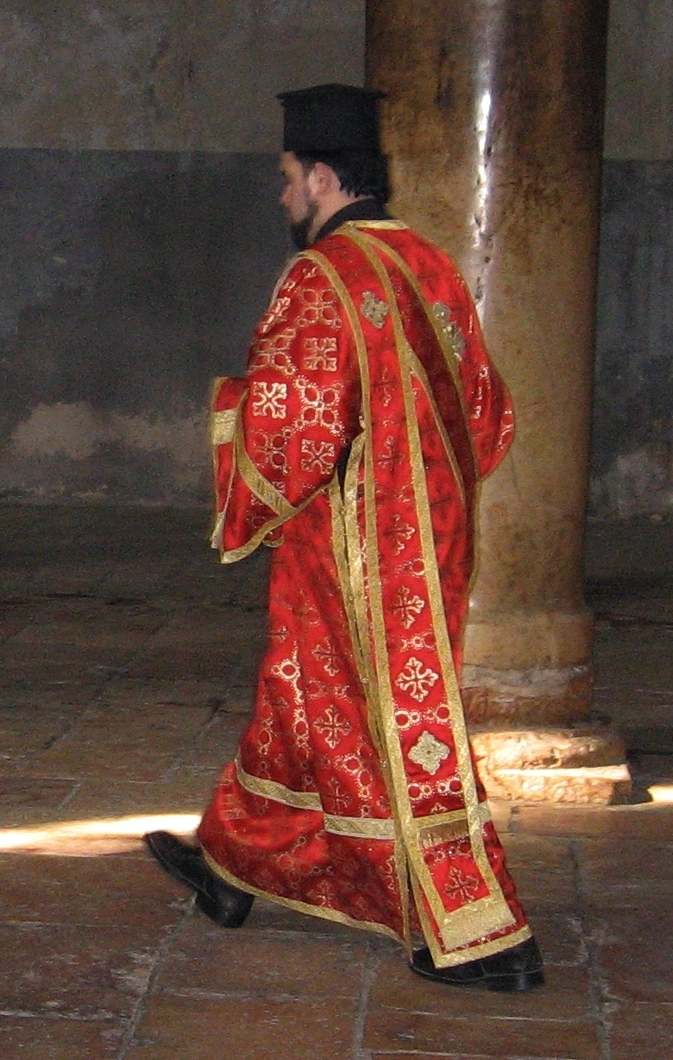
Diakon prawosławny ubrany m.in. w podwójny orarion

Stuła od łac. stola (długa szata) – szata liturgiczna używana w liturgii wielu Kościołów chrześcijańskich.

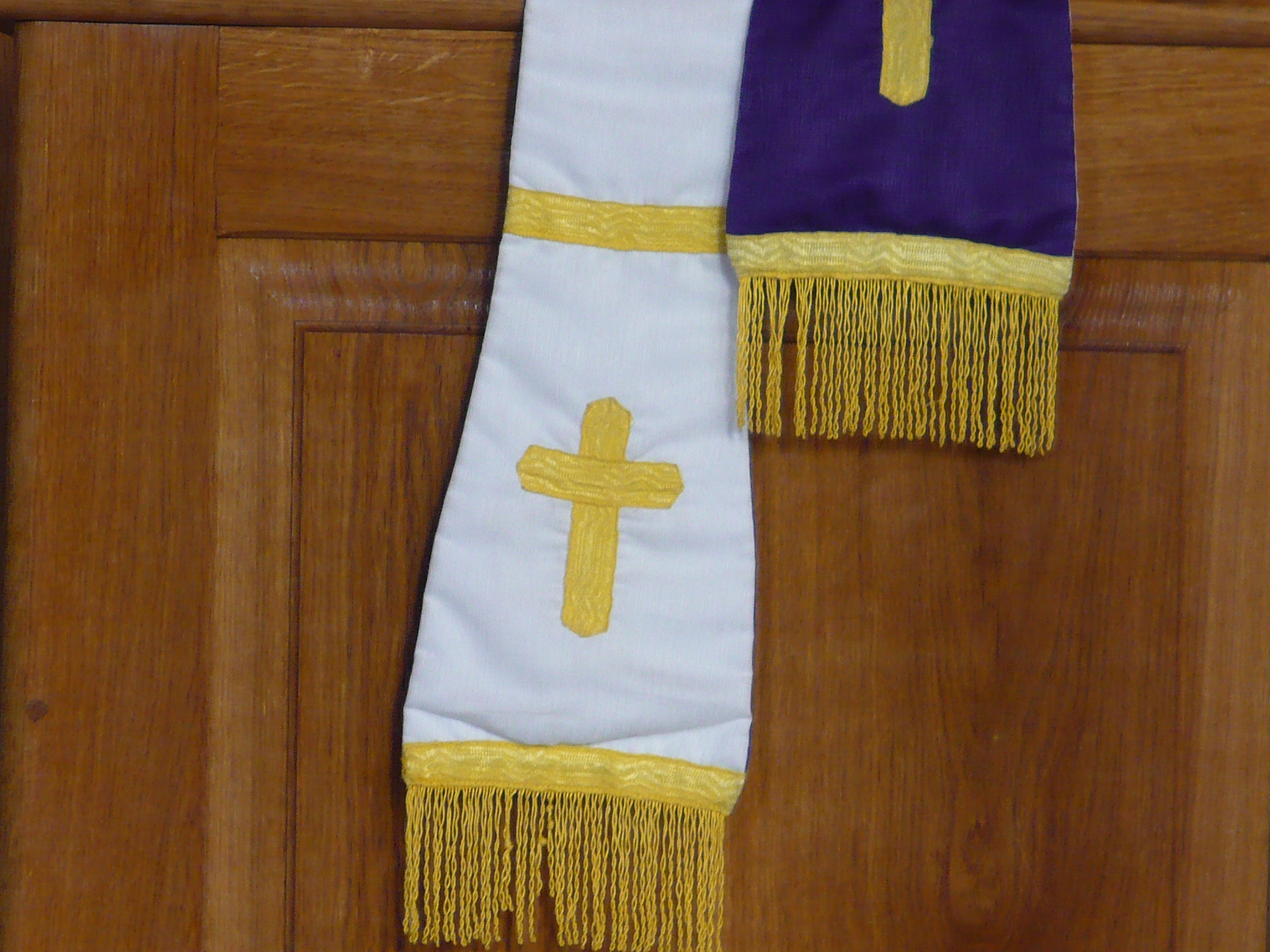
Stuła przewieszona na konfesjonale

W liturgii rzymskiej rodzaj szarfy zakładanej przez kapłana (na szyję, końce zwisają swobodnie na piersiach) i diakona (ukośnie, na lewym ramieniu) do mszy i wszelkich innych czynności liturgicznych. Do mszy zakładana jest pod ornat, może być skrzyżowana na piersiach (w rytach zachodnich, na mszy trydenckiej musi) i przewiązywana cingulum. Diakoni przepasują się stułą ukośnie, z lewego ramienia na prawą stronę. Kolor stuły, podobnie, jak barwa ornatu czy kapy, zależy albo od obchodu liturgicznego danego dnia, albo od spełnianego obrzędu. Dla przykładu, przy spowiedzi używa się stuły fioletowej. Stuła kapłana jest symbolem belki krzyża, którą niósł Chrystus oraz łaski uświęcającej, która zdobi duszę kapłana.
Papież jako jedyny duchowny może używać stuły poza liturgią. Pozostali kapłani nie powinni jej zakładać jeśli zbierają kolektę (tacę), odczytują ogłoszenia parafialne oraz gdy nie koncelebrują mszy, a są jedynie uczestnikami jak świeccy lub ministranci. Powinni ją jednak zakładać podczas udzielania wszystkich sakramentów oraz przy czynnościach paraliturgicznych (np. wypominki), czy uroczystym błogosławieństwie większej ilości wiernych, lecz zawsze z komżą lub albą. 

W Kościołach wschodnich (prawosławnych, unickich) odpowiednikiem stuły kapłańskiej jest epitrachelion. Podobny jest do stuły używanej przez kapłanów w rzymskiej liturgii, z tą różnicą, że dolne części są ze sobą na trwale złączone. Odpowiednikiem stuły diakońskiej we wschodniej liturgii jest orarion. Od stuły diakońskiej, używanej w rzymskiej liturgii, różni się, tym, że nie jest spinany na biodrze diakona, ale jego końce wiszą swobodnie na piersi i plecach. Istnieją także orariony podwójne, przeznaczone dla protodiakonów i archidiakonów. Są znacznie dłuższe, więc diakoni dodatkowo przewiązują się nimi, w podobny sposób, jak łacinnicy. We wschodniej liturgii także subdiakoni noszą orarion, która ma postać szarfy krzyżującej się na plecach.

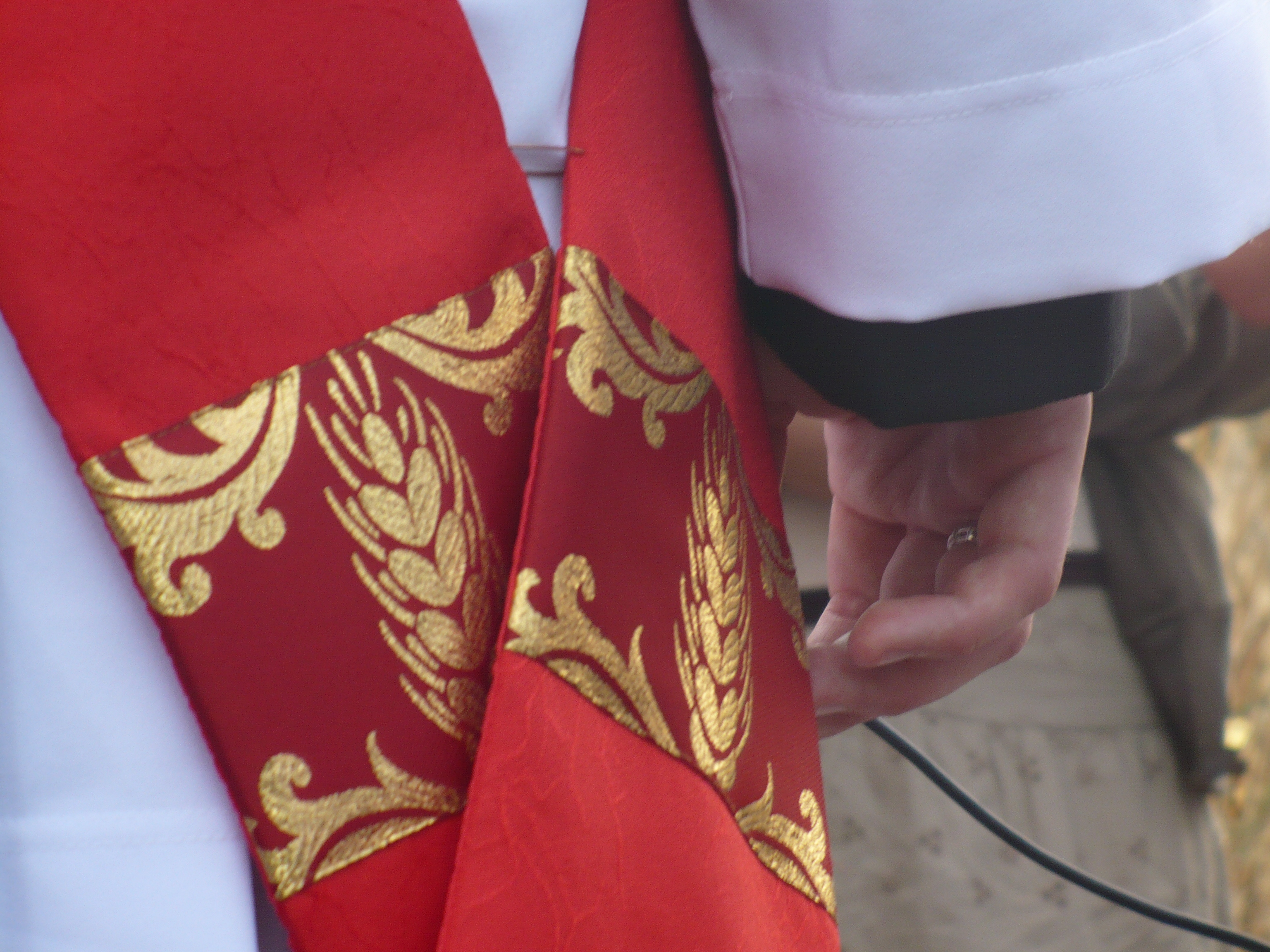
Stuła noszona przez diakona obrządku łacińskiego